# Ardo (przedsiębiorstwo)
Ardo (zapis stylizowany: ARDO) – włoski producent sprzętu AGD. Spółka powstała w 1968 roku. Nazwa przedsiębiorstwa pochodzi od skrótu Arredamento Domestico (z wł. Wyposażenie Domu), którego autorem jest Antonio Merloni. Obecnie firma produkuje pralki, lodówki, zamrażarki, kuchenki mikrofalowe, kuchnie do zabudowy, piekarniki, płyty grzewcze, okapy i zmywarki.

## Historia
Tradycje firmy sięgają początku XX wieku. W latach 30. przedsiębiorstwo, kierowane przez Aristide’a Merloniego rozpoczęło produkcję wag mechanicznych, w 1954 urządzeń gazowych (pod marką CO.ME.SA), a w 1966 urządzeń AGD. W 1968 Antonio Merloni założył firmę AR.DO, produkującą pralki. W 1982 doszło do połączenia AR.DO. z firmą ICEM, w wyniku czego powstała grupa A. Merloni, specjalizująca się w wytwarzaniu sprzętu elektrycznego AGD. W tym czasie rozpoczęto produkcję chłodziarkozamrażarek oraz zamrażarek. W 1984 zainicjowano produkcję zmywarek oraz suszarek bębnowych.
W 2008 r. przedsiębiorstwo wystąpiło do sądu o ochronę przed wierzycielami, co spowodowane zostało drastycznym spadkiem sprzedaży i wynikającą stąd koniecznością restrukturyzacji przedsiębiorstwa.